# Turnditch
Turnditch är en civil parish i Storbritannien.   Den ligger i distriktet Amber Valley i grevskapet Derbyshire i riksdelen England, i den södra delen av landet, 190 km nordväst om huvudstaden London.